# Marian Crișan
Marian Crișan (n. 8 septembrie 1979, Salonta, județul Bihor) este un regizor și scenarist român. În anul 1999 a absolvit Universitatea de Artă Teatrală și Cinematografică, secția Regie. A devenit cunoscut publicului prin scurt metrajul Megatron, film care a obținut în anul 2008 Palme d'Or la Festivalul de Film de la Cannes. A regizat videoclipuri, inclusiv pentru vedete autohtone, printre care și Oana Zăvoranu.
Debutul în lungmetraj și l-a făcut cu filmul Morgen (2010), peliculă pentru care a câștigat Premiul Special al Juriului la Festivalul Internațional de la Locarno, precum și Premiul Juriului Ecumenic și Premiul Federației Internaționale a Societăților de Film.  În 2015 a ecranizat nuvela Moara cu noroc de Ioan Slavici ca Orizont (adaptare liberă).

## Filmografie
- La mulți ani! (2005) - scurtmetraj
- Amatorul (2006) - scurtmetraj
- Portret de familie (2007) - scurtmetraj
- Megatron (2008) - scurtmetraj
- Luni (2008) - documentar
- Camelia (2010) - scurtmetraj
- Morgen (2010) (debut regizoral - lungmetraj)
- Rocker (2012)
- Orizont (2015)
- Valea Mută (2016) - miniserie TV
- Berliner (2020)